# Volksbank Raiffeisenbank Itzehoe
Die Volksbank Raiffeisenbank eG (VReG) ist eine Genossenschaftsbank mit Sitz in Itzehoe in Schleswig-Holstein. Ihr Geschäftsgebiet erstreckt sich über die Kreise Steinburg, Stormarn und Herzogtum Lauenburg, die Städte Norderstedt im Kreis Segeberg und Hohenwestedt im Kreis Rendsburg-Eckernförde, sowie über die Vierlande und den Hamburger Stadtteil Bergedorf.

## Organisationsstruktur
Die Volksbank Raiffeisenbank eG ist eine Genossenschaftsbank. Rechtsgrundlagen sind das Genossenschaftsgesetz und die durch den Aufsichtsrat erlassene Satzung. Organe der Volksbank Raiffeisenbank eG sind der Vorstand und der Aufsichtsrat.

## Geschäftsausrichtung und Geschäftserfolg
Die Volksbank Raiffeisenbank eG betreibt das Universalbankgeschäft. In der Genossenschaftsbanken-Rangliste 2022 nimmt sie Platz 75 von insgesamt 735 Genossenschaftsbanken ein. Im Verbundgeschäft arbeitet die Volksbank Raiffeisenbank eG mit der R+V Versicherung, der Bausparkasse Schwäbisch Hall, der DZ BANK AG und der Union Investment zusammen.

## Geschichte
Am 19. November 1868 gründeten 95 Itzehoer Bürger den Itzehoer Kreditverein eG. Die Eintragung in das Genossenschaftsregister erfolgte am 22. Januar 1869 unter der Firma Itzehoer Kreditverein e.G.
Die heutige Volksbank Raiffeisenbank eG ist im Wesentlichen ein Zusammenschluss der Volksbank eG und der Raiffeisenbank eG, welche beide ihren Sitz in Itzehoe hatten.
Seit 2007 führt das Institut die Bezeichnung Volksbank Raiffeisenbank eG.
Die Bank hat im Jahre 2018 mit der Norderstedter Bank fusioniert.
Eine weitere Fusion erfolgte 2021: ein Zusammenschluss mit der Raiffeisenbank Ratzeburg und der Volksbank Raiffeisenbank Bad Oldesloe.